# Huntersville
Huntersville è una città degli Stati Uniti d'America situata nella Carolina del Nord, nella Contea di Mecklenburg.